# Io canto (seconda edizione)
La seconda edizione del talent show musicale Io canto è andata in onda in prima serata su Canale 5 dal 14 settembre all'11 dicembre 2010 per tredici puntate con la conduzione di Gerry Scotti. La prima puntata è andata in onda di martedì, le seguenti nove puntate di venerdì, mentre le ultime tre puntate di sabato.
La giuria era composta da Claudio Cecchetto e Gloria Guida, mentre i giurati d'eccezione erano Katia Ricciarelli, Claudio Amendola, Federica Panicucci, Raffaella Carrà, Sabrina Ferilli, Luca Ward, Lola Ponce, Anna Falchi, Alessia Marcuzzi, Micaela Ramazzotti, Max Biaggi, Eleonora Pedron, Roberta Capua, Peppe Vessicchio, Raoul Bova, Rossella Brescia, Garrison Rochelle, Alessandra Celentano, Kyle Lowder, Laura Torrisi, Luca Laurenti, Barbara Tabita e Anna Tatangelo.
L'edizione si è conclusa con la vittoria di Benedetta Caretta.

## Descrizione
L'obiettivo del programma resta quello di eleggere la voce più promettente tra bambini e ragazzi di età compresa tra i 5 e i 16 anni con una sfida a squadre (costituite da cantanti tra confermati e nuovi) in cui la musica, però, resta la protagonista assoluta.

### Studio
Il programma veniva trasmesso in diretta presso la tensostruttura di Sesto San Giovanni.

## Cast

### Ospite fisso (fuori gara)
| Concorrente       | Età     | Luogo di nascita                         |
| ----------------- | ------- | ---------------------------------------- |
| Cristian Imparato | 15 anni | Palermo - Vincitore della prima edizione |

### Cantanti
L'età dei concorrenti si riferisce al momento nell'ingresso del programma.
     Vincitrice
| Concorrente          | Età        | Luogo di nascita              |
| Confermati           | Confermati | Confermati                    |
| -------------------- | ---------- | ----------------------------- |
| Sara Musella         | 8 anni     | Casoria (NA)                  |
| Liudmilla Loglisci   | 9 anni     | Fiumana (FC)                  |
| Alessandro La Cava   | 10 anni    | Artena (RM)                   |
| Davide Caci          | 10 anni    | Busto Arsizio (VA)            |
| Mirco Pio Coniglio   | 13 anni    | Bivongi (RC)                  |
| Simone Frulio        | 13 anni    | Opera (MI)                    |
| Francesco Pugliese   | 13 anni    | Vibo Valentia                 |
| Mattia Rossi         | 13 anni    | Pieve Vergonte (VB)           |
| Benedetta Caretta    | 14 anni    | Carmignano di Brenta (PD)     |
| Michela Smacchia     | 14 anni    | Città di Castello (PG)        |
| Stefania Tesoro      | 14 anni    | Adelfia (BA)                  |
| Nuovi                |            |                               |
| Nicolas Bozzato      | 5 anni     | Jesolo (VE)                   |
| Roberta Cassarino    | 7 anni     | Comiso (RG)                   |
| Manuel Sciacca       | 7 anni     | Aci Catena (CT)               |
| Carol Olivo          | 8 anni     | Cutro (KR)                    |
| Anna Carone          | 8 anni     | Gravina in Puglia (BA)        |
| Fatima Deodato       | 8 anni     | Jonadi (VV)                   |
| Giada Indino         | 8 anni     | Acquarica del Capo (LE)       |
| Ilaria Paolicelli    | 8 anni     | Matera                        |
| Angela Tesoro        | 8 anni     | Bari                          |
| Anna Volpato         | 8 anni     | Treviso                       |
| Maya Pieri           | 8 anni     | Siracusa                      |
| Agostino Canino      | 8 anni     | Sellia Marina (CZ)            |
| Luana Chiaradia      | 10 anni    | Gravina in Puglia (BA)        |
| Sara Cimnaghi        | 10 anni    | Meda (MB)                     |
| Sofia Minauda        | 10 anni    | Marina di Ragusa (RG)         |
| Silvia Iannone       | 11 anni    | Corato (BA)                   |
| Lavinia Fontana      | 11 anni    | Otricoli (TR)                 |
| Rachele Amenta       | 11 anni    | Vittoria (RG)                 |
| Calogero Tannorella  | 11 anni    | Palma di Montechiaro (AG)     |
| Cristiano Turtur     | 11 anni    | Bari                          |
| Maria Chiara Messina | 11 anni    | Canicattì (AG)                |
| Carlotta Caccamo     | 12 anni    | Appiano Gentile (CO)          |
| Martina Campagna     | 12 anni    | Cavallermaggiore (CN)         |
| Alessandro Coli      | 12 anni    | Santarcangelo di Romagna (RN) |
| Benedetta Del Freo   | 12 anni    | Montignoso (MS)               |
| Elvya Garofano       | 12 anni    | Crotone                       |
| Giuseppe Leto        | 12 anni    | Cammarata (AG)                |
| Alessia Labate       | 13 anni    | Marano Principato (CS)        |
| Elisa Di Ganci       | 13 anni    | Palermo                       |
| Rosario Di Marco     | 13 anni    | Cerda (PA)                    |
| Valeria Postorino    | 14 anni    | Piacenza                      |
| Alessandro Casillo   | 14 anni    | Buccinasco (MI)               |
| Floriana Cassarà     | 14 anni    | Partinico (PA)                |
| Kevan Gulia          | 14 anni    | Dervio (LC)                   |
| Enrico Nadai         | 14 anni    | Farra di Soligo (TV)          |
| Andreea Olariu       | 14 anni    | Costanza                      |
| Pasquale Tedesco     | 14 anni    | Capua (CE)                    |
| Kevin Peci           | 15 anni    | Bassano Romano (VT)           |
| Federica Bensi       | 15 anni    | Piombino (LI)                 |
| Giuseppe Sarpong     | 16 anni    | Capri Leone (ME)              |
| Danica Muscat        | 16 anni    | Asciac                        |
| Sara Gavillucci      | 16 anni    | Colleferro (RM)               |

## Ospiti
Alle puntate hanno presenziato vari personaggi del mondo della musica, che hanno duettato con alcuni ragazzi:

### Prima puntata
- Ornella Vanoni, che ha cantato: L'appuntamento con Manuel Sciacca; Domani è un altro giorno con Stefania Tesoro e Danica Muscat; La voglia la pazzia con il chitarrista Toquinho, Nicolas Bozzato e Davide Caci.
- Albano, che ha cantato: Ci sarà con Maya Pieri e Luana Chiaradia; Mattinata con Giuseppe Leto; Tu per sempre con Andrea Olariu.

### Seconda puntata
- Mina, che ha cantato: Amoreunicoamore con Cristian Imparato in duetto virtuale.
- Ron, che ha cantato: Una città per cantare con Alessia Labate; Tutti quanti abbiamo un angelo con Le sette per otto; Anima con Danica Muscat.
- Neri per Caso, che hanno cantato: Le ragazze con Simone Frulio e Alessandro Casillo; Viva la mamma con Nicolas Bozzato; Donne con Francesco Pugliese e Alessandro La Cava

### Terza puntata
- Alessandra Amoroso, che ha cantato Stupida con Sara Musella e Maya Pieri; Estranei a partire da ieri con Sara Cimnaghi; La mia storia con te con Luana Chiaradia e Per tutte le volte che con Alessandro Casillo.
- Max Pezzali, che ha cantato Hanno ucciso l'Uomo Ragno con Davide Caci e Manuel Sciacca; Una canzone d'amore con il gruppo dei Gimme Five; Nord sud ovest est con le 7x8 e Come mai con il gruppo di bambini al completo.
- Lola Ponce, che ha cantato The Rhythm Is Magic con Silvia Iannone e Don't Cry for Me, Argentina con Andreea Olariu e Benedetta Caretta.

### Quarta puntata
- Fausto Leali, che ha cantato Ti lascerò con Benedetta Caretta e Martina Campagna; Deborah con Manuel Sciacca e Davide Caci e Avrei voluto con Andreea Olariu.
- Lola Ponce, che ha cantato Historia de un amor con Federica Bensi e Più bella cosa con Alessandro Casillo e Simone Frulio.

### Quinta puntata
- Gigi D'Alessio, che ha cantato Como suena el corazon con le Sette per otto; Un nuovo bacio con Sara Musella e Davide Caci; Libero con Martina Campagna e Francesco Pugliese e Vita con Cristian Imparato.
- James Blunt, che ha cantato 1973 con Alessandro Casillo; You're Beautiful e Same Mistake con Alessia Labate e Stay the night da solo.

### Sesta puntata
- Biagio Antonacci, che ha cantato Se io, se lei con Alessandro Casillo; Sognami con Alessia Labate; Inaspettata con Leona Lewis e Chiedimi scusa da solo.
- Leona Lewis, che ha cantato Inaspettata con Biagio Antonacci. Inoltre, Christian Imparato le ha dedicato Bleeding love.
- Emma, che ha cantato Calore con Luana Chiaradia; Con le nuvole con Cristian Imparato e La lontananza con Stefania Tesoro e Lavinia Fontana.

### Settima puntata
- Nek, che ha cantato Lascia che io sia con Davide Caci; Laura non c'è con Alessandro Casillo; Contromano con Simone Frulio e E da qui da solo.
- Marco Carta, che ha cantato Dentro ad ogni brivido con Silvia Iannone e Niente più di me con Enrico Nadai e Kevin Peci.

### Ottava puntata
- Laura Esquivel, che ha cantato Fiesta con Sara Musella, Amigos del corazón con Giada Indino e Nicolas Bozzato; Y ahora qué con Fidalma Intini e Ilaria Paolicelli e My Heart Will Go On con Benedetta Caretta.
- Paola & Chiara, che hanno cantato Vamos a bailar con Silvia Iannone e Sara Musella; Amici come prima con Alessia Labate; A modo mio con Federica Bensi e Luana Chiaradia e Milleluci da sole.

### Nona puntata
- Cesare Cremonini, che ha cantato 50 Special con Manuel Sciacca; Mondo con Alessandro Casillo e Alessandro La Cava; Vieni a vedere perché con Enrico Nadai e Hello! da solo.
- Kyle Lowder, che ha cantato Con te partirò con Mattia Rossi e Together con Andreea Olariu.
- Lola Ponce, che ha cantato El talisman con Benedetta Caretta e Perché con Alessandro Casillo.

### Decima puntata
- Francesco Renga, che ha cantato Ci sarai con Enrico Nadai, Tracce di te con Alessia Labate, Uomo senza età con Kevin Peci e Un giorno bellissimo da solo.
- Garrison Rochelle, che, a sorpresa, ha cantato My Way con Cristian Imparato.
- Marco Carta, che ha cantato Il cuore muove con Francesco Pugliese.
- Alessandra Amoroso, che ha cantato Urlo e non mi senti con Luana Chiaradia.
- Valerio Scanu, che ha cantato Mio con Alessandro Casillo.
- Emma, che ha cantato Cullami con Alessia Labate.
- Loredana Errore, che ha cantato Ragazza occhi cielo con Federica Bensi.
- Pierdavide Carone, che ha cantato La prima volta con Danica Muscat.
- Tutti e sei i ragazzi di Amici hanno cantato I Believe I Can Fly con Cristian Imparato.

### Undicesima puntata
- Luca Laurenti, che ha cantato For once in my life con Cristian Imparato.
- Anna Oxa, che ha cantato Ti lascerò con Alessandro Casillo; Quando nasce un amore con Federica Bensi; Senza pietà con Alessia Labate e Scarpe con le suole al vento da sola.
- Pino Daniele, che ha cantato Quando con Alessandro Casillo; Yes I Know My Way con Francesco Pugliese; Napule è con Sara Musella e Davide Caci; Io per lei con Stefania Tesoro e Boogie boogie man da solo.
- Duda, che ha cantato Mas que nada con Silvia Iannone.

### Dodicesima puntata
- Anna Tatangelo, che ha cantato Nessun dolore con Cristian Imparato e Ragazza di periferia con Floriana Cassarà.

### Tredicesima puntata
- Raffaella Carrà, che ha cantato T'ammazerei con Davide Caci; Assulaje con le 9x8 e 0303456 con Luana Chiaradia, Silvia Iannone e Liudmila Loglisci
- Kyle Lowder, che ha cantato Un amore così grande con Mattia Rossi
- Nek, che ha cantato Happy Xmas (War Is Over) con Alessia Labate e Federica Bensi e E da qui da solo
- The Priests, che hanno cantato You raise me up con Federica Bensi, Benedetta Caretta, Cristian Imparato, Andreea Olariu, Alessandro Casillo, Mattia Rossi e Mirco Pio Coniglio e Silent Night con Danica Muscat e Stefania Tesoro.
- Matteo Macchioni, che ha cantato White Christmas con Alessandro Casillo e Sara Musella e Trasparente (alzarsi in volo) da solo.
- Renato Zero, che ha cantato Metti le ali, I migliori anni della nostra vita e Segreto amore.

## La giuria di qualità
La giuria di qualità della seconda edizione ha come unico elemento fisso Claudio Cecchetto, che nella maggior parte delle puntate è stato affiancato da Gloria Guida. A loro, nelle diverse puntate, si sono aggiunti:
- Nella prima puntata: Claudio Amendola e Sabrina Ferilli
- Nella seconda puntata: Luca Ward e Federica Panicucci
- Nella terza puntata: Lola Ponce e Anna Falchi
- Nella quarta puntata: Lola Ponce e Alessia Marcuzzi
- Nella quinta puntata: Micaela Ramazzotti
- Nella sesta puntata: Max Biaggi e Eleonora Pedron
- Nella settima puntata: Peppe Vessicchio e Roberta Capua
- Nell'ottava puntata: Rossella Brescia e Raoul Bova
- Nella nona puntata: Garrison Rochelle, Alessandra Celentano, Katia Ricciarelli e Kyle Lowder
- Nella decima puntata: Garrison Rochelle e Laura Torrisi
- Nell'undicesima puntata: Katia Ricciarelli e Luca Laurenti
- Nella dodicesima puntata: Peppe Vessicchio e Anna Tatangelo
- Nella tredicesima puntata: Raffaella Carrà, Kyle Lowder, Barbara Tabita

## Le canzoni premiate dal pubblico
- Prima puntata: I Surrender di Céline Dion, interpretata da Andreea Olariu.
- Seconda puntata: Perdere l'amore di Massimo Ranieri, interpretata da Andreea Olariu.
- Terza puntata: Insieme di Mina, interpretata da Benedetta Caretta.
- Quarta puntata: Amor mio di Mina, interpretata da Benedetta Caretta.
- Quinta puntata: Listen di Beyoncé, interpretata da Andreea Olariu.
- Sesta puntata: Un anno d'amore di Mina, interpretata da Benedetta Caretta.
- Settima puntata: All by Myself di Céline Dion, interpretata da Andreea Olariu.
- Ottava puntata: Una ragione di più di Ornella Vanoni, interpretata da Benedetta Caretta.
- Nona puntata: Eye in the Sky degli Alan Parsons Project, interpretata da Benedetta Caretta.
- Decima puntata: Hurt di Christina Aguilera, interpretata da Benedetta Caretta.
- Undicesima puntata: Your Love di Dulce Pontes, interpretata da Benedetta Caretta.

I ragazzi premiati dal pubblico (Benedetta Caretta e Andreea Olariu), sono stati ammessi direttamente alla finale.

## I ragazzi premiati dalla giuria di qualità
- Prima puntata: Je suis malade di Lara Fabian, interpretata da Elvya Garofano.
- Seconda puntata: Relight my fire di Dan Hartman, interpretata dai Gimme Five.
- Terza puntata: ex aequo Sally di Vasco Rossi, interpretata da Benedetta Del Freo e Tu si 'na cosa grande di Domenico Modugno, interpretata da Davide Caci e Sara Musella.
- Quarta puntata: Ma che freddo fa di Nada Malanima, interpretata da Alessia Labate.
- Quinta puntata: Lascia l'ultimo ballo per me dei Rokes, interpretata da Alessandro La Cava e Liudmila Loglisci.
- Sesta puntata: Mi ritorni in mente di Lucio Battisti, interpretata da Mirco Pio Coniglio.
- Settima puntata: Notturno di Mia Martini, interpretata da Federica Bensi.
- Ottava puntata: I giardini di Marzo di Lucio Battisti, interpretata da Luana Chiaradia.
- Nona puntata: When a Man Loves a Woman di Percy Sledge, interpretata da Alessandro Casillo.
- Decima puntata: Feel di Robbie Williams, interpretata da Enrico Nadai.
- Undicesima puntata: L'appuntamento di Ornella Vanoni, interpretata da Mattia Rossi; Think di Aretha Franklin, interpretata da Rachele Amenta; Albachiara (versione remixata) di Vasco Rossi, interpretata da Simone Frulio.

## Puntate finali

### Semifinale
I ragazzi premiati dalla giuria di qualità sono stati ammessi alla semifinale, dove hanno eseguito le canzoni vincitrici nelle varie serate.
Sono stati messi in "testa a testa", dove il vincitore accede alla finale.
- Davide Caci e Sara Musella contro Alessandro La Cava e Liudmilla Loglisci; vincono Davide Caci e Sara Musella;
- Elvya Garofano contro Alessia Labate; vince Alessia Labate;
- Rachele Amenta contro Luana Chiaradia; vince Luana Chiaradia;
- I Gimme Five contro Mattia Rossi; vince Mattia Rossi;
- Alessandro Casillo contro Benedetta Del Freo; vince Alessandro Casillo;
- Federica Bensi contro Enrico Nadai; vince Enrico Nadai;
- Mirco Pio Coniglio contro Simone Frulio; vince Simone Frulio;

Al termine della serata la giuria ripesca per la finale Elvya Garofano e i Gimme Five.
A loro vanno aggiunte Benedetta Caretta e Andreea Olariu, già qualificate dal pubblico.

### Finale
Al termine della finale Benedetta Caretta è risultata essere la vincitrice della seconda edizione di Io canto.
Ad Andreea Olariu è stato assegnato dalla giuria il premio "Bravo Bravissimo" della Fondazione Mike Bongiorno.

## Ascolti
| Puntata    | Messa in onda     | Telespettatori | Share  | Fonte  |
| ---------- | ----------------- | -------------- | ------ | ------ |
| 1          | 14 settembre 2010 | 4 733 000      | 20,63% | [ 3 ]  |
| 2          | 24 settembre 2010 | 4 583 000      | 20,84% | [ 4 ]  |
| 3          | 1º ottobre 2010   | 4 670 000      | 20,47% | [ 5 ]  |
| 4          | 8 ottobre 2010    | 4 992 000      | 22,46% | [ 6 ]  |
| 5          | 15 ottobre 2010   | 4 178 000      | 18,05% | [ 7 ]  |
| 6          | 22 ottobre 2010   | 4 115 000      | 18,09% | [ 8 ]  |
| 7          | 29 ottobre 2010   | 4 239 000      | 18,38% | [ 9 ]  |
| 8          | 5 novembre 2010   | 4 188 000      | 18,24% | [ 10 ] |
| 9          | 12 novembre 2010  | 4 716 000      | 20,40% | [ 11 ] |
| 10         | 19 novembre 2010  | 4 301 000      | 17,90% | [ 12 ] |
| 11         | 27 novembre 2010  | 4 875 000      | 22,01% | [ 13 ] |
| Semifinale | 4 dicembre 2010   | 4 887 000      | 22,16% | [ 14 ] |
| Finale     | 11 dicembre 2010  | 4 585 000      | 26,34% | [ 15 ] |
| Media      | Media             | 4 543 000      | 20,46% |        |